# Уріж
У́ріж — село Дрогобицького району Львівської області.З 2020 року входить до Бориславської міської громади. В селі є дві дерев'яні церкви: Покрова Пр. Богородиці греко-католицької громади  і Пр. Трійці.

## Історія
У другій половині XIV століття село надане Станіславові Близнецю Владиславом Опольським, в цей час тут існував православний монастир, що свідчить про його існування ще у добу Галицького князівства. Письмові згадки про Уріж також відносяться до 1515 року. Село належало до королівських земель.
Наприкінці XVI ст. перебувало в руках Станіслава Стемпковського. Пізніше належало до родини Винницьких, Уруських, Блажовських. Згодом Уріж перейшов до Гумницьких, а в 70-х рр. XIX ст. його викупив Ян Комарницький.
Село Уріж починається біля підніжжя гори Ласки і тягнеться вздовж правого берега Бистриці Тисменицької. Воно ніби страж біля воріт, що утворюють дві гори: Ласки і Мабура. Існує легенда, що Уріж заснували два брати-близнюки, оборавши межі поселення двома биками-близнюками. Точнісінько так, як заснували Рим. Саме завдяки магічному колу в Урожі ніколи не було війни, тобто на його території не відбувались бої. Так вважають місцеві мешканці. На горі Ласки могло бути святилище. Були знайдені грубо оброблені кам'яні скульптури. На тій же горі є священне джерело, яке нібито охороняє богиня (Мати Божа).
Найдавніша частина села називається Піддебер, що вказує на те, що тут колись росли священні дерева. Діброва — це священний гай. Отже, село існувало ще в передхристиянську добу. Оскільки саме тут проходило, як вважав історик Юрій Липа, кельтсько-фракійське пограниччя, цілком можливо, що назва Уріж кельтського походження. Серед рун є одна, що символізує захист і означає «бик» — Uruz. Поляки присвійний прикметник «урізький» перекладали як «уруський». Людина з Урожа отримувала прізвище «Уруський».
Цікавим джерелом історії Урожа є праця львівського історика Владислава Лозинського «Prawem i lewem», видана 1911 року, де цілий розділ присвячено єпископу перемиському та митрополиту київському Антонію Винницькому, що жив у 17 ст. («Авантурник з Урожа»). Село було шляхетським. Тут досі живуть нащадки давніх українських родів Ільницькі, Винницькі та Страшівські (Страшевські). Останні були, очевидно, з бояр князя Лева Даниловича. Їхнє родове гніздо — село Страшевичі в Старо Самбірському районі.
Через Уріж проходила воєнна дорога в гори, до Перемишля. Вона частково збереглась досі. Одна з гір називається Обоча, там збереглись залишки дороги на Самбір.
В Урожі є дві греко-католицькі церкви. Старіша, церква св. Івана, була власне каплицею, побудованою на місці польової каплиці 17 ст. під час кампанії проти турків. Вона ніколи не припиняла богослужіння. Біля неї зберігся старий цвинтар з деякими надгробками священиків.
Уріж ділився на Нижній і Вижній. Отже, ця церква належала до Вижнього. Тепер кажуть, Горішній кінець та Долішній. У теперішньому центрі села стояв дім урізьких дідичів, серед яких були Комарницькі і Сорочинські. Одна з графинь Комарницьких побудувала у 1850 році дерев'яну церкву св. Покрови. Колись вона була вкрита гонтою, обнесена камінним муром і обсаджена липами. За радянських часів церква стояла зачинена аж до початків 90-х. Прикметну дзвіницю, збудовану без єдиного цвяха парафіяни вкоротили, липи вирізали, мур розібрали, а саму церкву пофарбували на жовто.
У 1850-х австрійська влада розкопала вигін біля церкви і проклала нові прямі дороги на Самбір, Підбуж та Дрогобич. Що ж до панського дому, у ньому тривалий час була школа, а кілька років тому його розібрали. Будівля була в стилі класицизму з дуже глибокими підвалами, і могла бути спорудженою на місці оборонної споруди давніших часів.
Передостанній дідич Сорочинський помер у 1921 році, і його склеп вцілів коло церкви Покрови. Його сини й дочка були репресовані. Коли у 1935 році село погоріло, дідич допоміг його відбудувати.
У 19ст в Урожі була папірня, власницею якої була Ганна Павлик, нащадки якої живуть досі в сусідньому селі Винниках.
Урізьких людей через велику кількість шляхти називали «кафтанами» нагуєвицькі, а ті їх зваричами. Зваричі — це солевари. В Нагуєвичах була солеварня.
Іван Франко згадує про Уріж в циклі поезій «По селах». Це історія — про жінку-пророчицю, яка ходила по довколишніх селах і попереджала про війну.
Уріж має й іншу історію, містичну. Бо це справді містичне місце з фейрі, опирями та невгамовними духами мертвих. Таким його робить справді бездонна історія і краєвиди, що відкриваються очам з гори Ласки.
Про Уріж написано в повістях Галини Пагутяк «Гірчичне зерно», «Чоловік в чорному костюмі з блискучими ґудзиками», романах «Біограф Леонтовича» та «Урізька готика», в есе «Авантурник з Урожа». Це місце захисту й сили, як усі місця, що знаходяться на межі світів.Вигляд до ремонту. Фото 10. 12. 2009 року.
Початок ремонту церкви. Фото 28. 07. 2010 р., Юрій Тинда, з www.panoramio.com.
Перші згадки про православну церкву в Урожі є в документах 1510 року. Існуюча дерев`яна церква збудована на місці давнішої у 1857 р., хоча є інформація, що коштом однієї з графинь Комарницьких її спорудили у 1850 році.
Після того, у 1850-х рр., австрійська влада розкопала вигін біля церкви і проклала нові прямі дороги на Самбір, Підбуж та Дрогобич. В 1600 році в с.Уріж народився відомий православний церковний діяч Антоній(Олександр) Винницький, котрий згодом став митрополитом Галицьким, Київським та всієї Русі. 
Святиню відновлювали у 1927 р. Колись вона була вкрита гонтою, обнесена камінним муром і обсаджена липами. За радянських часів церква стояла зачинена - в ній влаштували сільський краєзнавчий музей. З 1989 р. передали греко-католицькій громаді. Останній зовнішній ремонт розпочали в 2010 році.
Церква розташована на рівній, просторій ділянці. За конструкцією тризрубна, безверха. Тепер зовнішні стіни оббиті фальшбрусом, вікна встановлені пластикові. На південь від церкви стоїть дерев`яна двоярусна дзвіниця, накрита пірамідальним дахом.
ЛІТЕРАТУРА: В. Слободян "Церкви України. Перемиська єпархія". Львів-1998. - 864 с.
Скопіюй посилання на сторінку і постав на сайт, блог або в соціальні мережі.

## Населення

### Мова
Розподіл населення за рідною мовою за даними перепису 2001 року:
| Мова       | Кількість | Відсоток |
| ---------- | --------- | -------- |
| українська | 1195      | 99.84%   |
| російська  | 1         | 0.08%    |
| румунська  | 1         | 0.08%    |
| Усього     | 1197      | 100%     |

## Відомі уродженці
- Антоній Винницький - митрополит Київський, Галицький та всієї Руси у 1676 — 1679 роках.
- Інокентій Винницький - єпископ Перемиський 1680 - 1700 років, який у 1691 році перевів свою єпархію на Унію.
- Володимир Городиський — український танцюрист, балетмейстер та хореограф, Заслужений артист України (1995)[6], провідний спеціаліст хореографічного жанру Львівського Державного обласного центру народної творчості і культурно-освітньої роботи[7], балетмейстер-постановник дитячого дівочого вокально-хореографічного ансамблю «Панночка»[8][9].
- Прокопович Григорій Григорович (1928—2008) — учасник національно-визвольного руху.